# Birth
Birth is een Amerikaanse speelfilm uit 2004, gebaseerd op een scenario van Jean-Claude Carrière, Milo Addica en Jonathan Glazer. Glazer is tevens de regisseur en Milo Addica speelt mee. De film werd gedraaid in 2003 en uitgebracht eind 2004. Nicole Kidman, die de hoofdrol van Anna speelt, keert in deze film terug naar een zeer introverte persoonlijkheid, zoals ze die ook speelde in de film The Others. Andere rollen zijn weggelegd voor Lauren Bacall en Anne Heche, degene die uiteindelijk het mysterie oplost.

## Verhaal
De film speelt zich af in New York. Anna, net bekomen van de dood van haar voormalige echtgenoot Sean, staat op het punt om opnieuw in het huwelijk te treden, ditmaal met Joseph. Op de dag dat zij de aankondiging aan beider families wil doen stapt er een jongetje van ongeveer 10 jaar oud haar appartement binnen met de mededeling dat hij Sean is, en dat opnieuw trouwen een grote vergissing zou betekenen. In eerste instantie lacht Anna erom, maar gaandeweg gaat ze steeds meer geloven in de wederopstanding van Sean. Zo erg dat ze best 11 jaar wil wachten om met hem te trouwen.
Een van de hoogtepunten is als Anna, tijdens het beluisteren van de stormachtige openingsscène van Wagners Walküre, voor het gevoel een aantal minuten rechtstreeks in de camera kijkt, waarbij een langzame ontreddering zich op haar gezicht aftekent. Later in de film wordt Wagner nog een keer geciteerd als de bruidsmars uit Lohengrin gespeeld wordt. Deze scène eindigt als de tot het uiterste getergde Joseph zijn jonge rivaal tracht te vermorzelen achter de pianovleugel. Dit brengt Anna aan het twijfelen over haar keuze voor Joseph. Sean zelf wordt geconfronteerd met een vrouw met wie hij in zijn vorige leven een verhouding zou hebben gehad en verliest daarop zijn zelfvertrouwen; hij bekent Anna dat hij zich vergist heeft. Anna trouwt daarop met Joseph, maar de afsluitende scène maakt duidelijk dat ze hier niet achter staat.
Het IMDb vermeldt pedofilie. Deze vermelding kan worden verklaard uit de scène waarin de jongen tegenover Anna in bad zit — als voormalige echtgenoot meent hij daar recht op te hebben — of haar een zoen op de mond geeft.

## Rolverdeling
- Nicole Kidman - Anna
- Cameron Bright -  Sean (kind)
- Danny Huston - Joseph
- Lauren Bacall - Eleanor
- Alison Elliott - Laura
- Arliss Howard - Bob
- Michael Desautels - Sean
- Anne Heche - Clara
- Peter Stormare - Clifford
- Ted Levine - Mr. Conte
- Cara Seymour - Mrs. Conte
- Joe M. Chalmers - Sinclair
- Novella Nelson - Lee
- Zoe Caldwell - Mrs. Hill
- Charles Goff - Mr. Drummond
- Sheila Smith - Mrs. Drummond
- Milo Addica - Jimmy